# Aldeia Velha (Sabugal)
Aldeia Velha is een plaats (freguesia) in de Portugese gemeente Sabugal en telt 490 inwoners (2001).